# کهنک (دزفول)
کهنک روستایی در دهستان چغامیش بخش چغامیش شهرستان دزفول استان خوزستان ایران است.

## جمعیت
بر پایه سرشماری عمومی نفوس و مسکن در سال ۱۳۹۵ جمعیت این روستا ۱٬۵۸۰ نفر (۴۳۰خانوار) بوده است.

## مردم
مردم این روستا به لری بختیاری سخن می‌گویند و بختیاری می‌باشند.

## جاذبه‌های گردشگری
یکی از جاذبه‌های گردشگری این روستا رودخانه فصلی آن است که محلیان و افراد حومه این رودخانه آن را به نام گلال کهنک (رودخانه فصلی کهنک) می‌شناسند این رودخانه فصلی فقط در زمان بارش باران پرآب است و در باقی سال خشک می‌باشد.
در این روستا چهار مکان زیارتی نیز وجود دارد این مکان‌ها عبارتند از:
1. قدمگاه امیرحاضر (حضرت مهدی)
2. قدمگاه حضرت ابوالفضل عباس
3. قدمگاه امام رضا
4. قدمگاه حضرت علی